# Dominique Blanc
Pour les articles homonymes, voir Blanc (homonymie).
Dominique Blanc est une actrice française, née le 25 avril 1956 à Lyon[réf. incomplète]. Engagée à la Comédie-Française en mars 2016, elle en est nommée sociétaire à compter du 1er janvier 2021.
Au cinéma Dominique Blanc tourne avec Régis Wargnier, Claude Sautet, Claude Chabrol, Louis Malle, Patrice Chéreau, Lucas Belvaux...
Au théâtre, elle est mise en scène par Patrice Chéreau, Pierre Romans, Luc Bondy, Jean-Pierre Vincent, Antoine Vitez...
Elle est, entre autres, lauréate de quatre César et de quatre Molières.

## Biographie
Dominique Rose Marie Blanc est la quatrième de cinq enfants. Sa mère est infirmière et son père gynécologue-accoucheur, qui l'a d'ailleurs fait naître. Ses trois frères sont devenus ingénieurs et sa sœur professeur de yoga.
Après avoir entamé des études d'architecture, elle se tourne vers le théâtre et se forme en 1980 au cours Florent où elle a notamment comme professeur Francis Huster ; elle a d'abord été refusée par trois fois au Conservatoire.
Le metteur en scène Patrice Chéreau la remarque dans un spectacle d'élèves consacré à Tchekhov et l'engage pour Peer Gynt d'Henrik Ibsen.

### Vie privée
Dominique Blanc est mariée à Christian Jean, ils ont deux filles, Diane et Eve Jean.

## Carrière
La première expérience de tournage de Dominique Blanc, considérée comme négative (Passion de Jean-Luc Godard), l'écarte pour un temps des plateaux de cinéma au profit du théâtre. En 1986, Régis Wargnier la convainc de jouer une femme alcoolique dans La Femme de ma vie.
Elle tourne dans des drames ou des « films à costume » de réalisateurs tels que Claude Chabrol, Claude Sautet, Patrice Chéreau, Régis Wargnier et James Ivory dans la seconde moitié des années 1980 et les années 1990.
Neuf nominations aux César jalonnent sa carrière, dont quatre victoires :
- trois pour le meilleur second rôle, en 1991, 1993 et 1999 respectivement pour Milou en mai de Louis Malle, Indochine de Régis Wargnier et Ceux qui m'aiment prendront le train de Patrice Chéreau ;
- une pour la meilleure actrice en 2001, remporté pour son rôle de femme délaissée devenue prostituée à l'aéroport d'Orly dans Stand-by de Roch Stéphanik.

Dominique Blanc est également lauréate de trois Molières de la meilleure comédienne : en 1998 pour Une maison de poupée d'Ibsen dans une mise en scène de Deborah Warner, en 2010 pour La Douleur de Marguerite Duras dans une mise en scène de Patrice Chéreau et en 2016 (catégorie « Théâtre public ») pour le rôle de la Marquise de Merteuil dans Les Liaisons dangereuses d'après Pierre Choderlos de Laclos, mis en scène par Christine Letailleur.
À la Mostra de Venise 2008, elle se voit décerner la Coupe Volpi pour la meilleure interprétation féminine grâce au film L'Autre de Patrick Mario Bernard et Pierre Trividic dans lequel elle joue une femme follement jalouse.
Elle est membre du jury au Festival de Cannes 1999 et à la Berlinale en 2001.
Elle joue au théâtre en 2003 Phèdre de Jean Racine, sous la direction de Patrice Chéreau.
Elle donne la même année une interprétation de junkie dans deux volets de la trilogie de Lucas Belvaux : Cavale et Après la vie.
Le 8 mars 2010, pour le « Printemps des poètes », elle partage la scène de l'Opéra comique avec la poétesse Brigitte Fontaine et la chorégraphe Carolyn Carlson. 
Le 17 juillet 2015, Dominique Blanc est nommée, aux côtés de la comédienne Sabine Azéma, Commandeure de l'ordre des Arts et des Lettres par la ministre de la Culture et de la Communication Fleur Pellerin.

## Filmographie

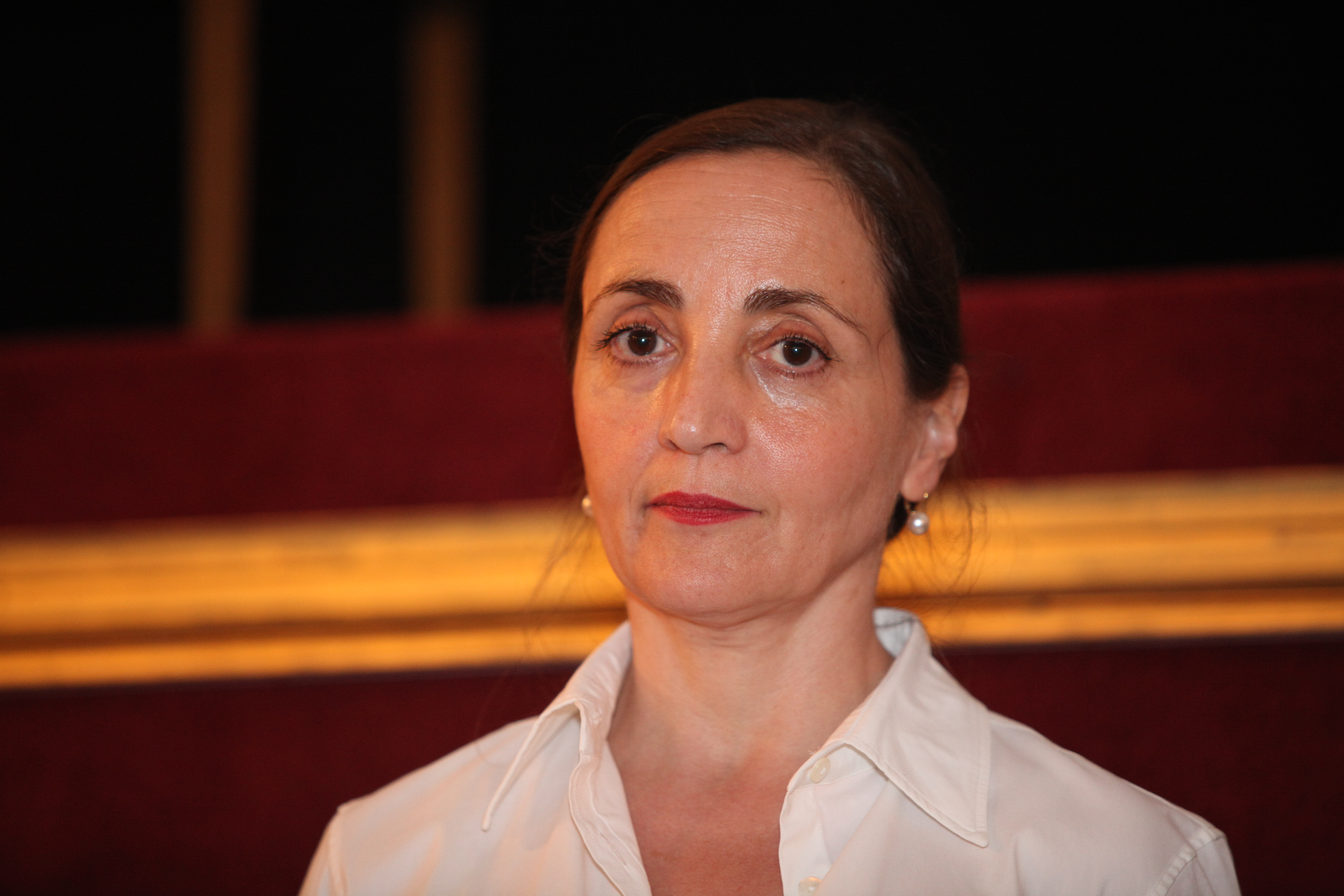
Dominique Blanc au festival international du film de Karlovy Vary en 2009.

### Cinéma

#### Longs métrages

##### Années 1980
- 1986 : La Femme de ma vie de Régis Wargnier : Sylvia
- 1987 : Terre étrangère de Luc Bondy : Adèle Natter
- 1988 : Savannah de Marco Pico : Jeanne
- 1988 : Quelques jours avec moi de Claude Sautet : Georgette
- 1988 : Une affaire de femmes de Claude Chabrol : Jasmine
- 1988 : Je suis le seigneur du château de Régis Wargnier : Madame Vernet
- 1989 : Natalia de Bernard Cohn : Jacqueline Leroux

##### Années 1990
- 1990 : Milou en mai de Louis Malle : Claire
- 1991 : Plaisir d'amour de Nelly Kaplan : Clo
- 1991 : L'Affût de Yannick Bellon : Isabelle Morigny
- 1991 : Indochine de Régis Wargnier : Yvette
- 1993 : Loin des barbares de Liria Bégéja : Zana
- 1993 : Faut-il aimer Mathilde ? de Edwin Baily : Mathilde
- 1993 : La Reine Margot de Patrice Chéreau : Henriette de Nevers
- 1995 : Rimbaud Verlaine (Total Eclipse) d'Agnieszka Holland : Isabelle Rimbaud
- 1996 : C'est pour la bonne cause de Jacques Fansten : Jeanne
- 1997 : Alors voilà de Michel Piccoli : Rose
- 1998 : La fille d'un soldat ne pleure jamais (A Soldier's Daughter Never Cries) de James Ivory : Candida
- 1998 : Ceux qui m'aiment prendront le train de Patrice Chéreau : Catherine
- 1999 : La Voleuse de Saint-Lubin de Claire Devers : Françoise Barnier
- 1999 : Les Acteurs de Bertrand Blier : la femme de Michel Piccoli

##### Années 2000
- 2000 : Stand-by de Roch Stéphanik : Hélène
- 2001 : Le Pornographe de Bertrand Bonello : Jeanne
- 2001 : Avec tout mon amour de Amalia Escriva : Adèle
- 2001 : La Plage noire de Michel Piccoli : Sylvie
- 2001 : Le Lait de la tendresse humaine de Dominique Cabrera : Claire
- 2002 : C'est le bouquet ! de Jeanne Labrune : Edith
- 2002 : Peau d'ange de Vincent Perez : Sœur Augustine
- 2002 : Un couple épatant de Lucas Belvaux : Agnès Manise
- 2002 : Cavale de Lucas Belvaux  : Agnès Manise
- 2002 : Après la vie de Lucas Belvaux : Agnès Manise
- 2005 : Un fil à la patte de Michel Deville : La Baronne Duverger
- 2005 : Les Amitiés maléfiques de Emmanuel Bourdieu : Florence Duhaut
- 2006 : Sauf le respect que je vous dois de Fabienne Godet : Clémence Durrieux
- 2008 : Capitaine Achab de Philippe Ramos : Anna
- 2008 : Par suite d'un arrêt de travail... de Frédéric Andréi : Fabienne
- 2008 : L'Autre de Patrick Mario Bernard et Pierre Trividic : Anne-Marie
- 2009 : Plus tard tu comprendras d'Amos Gitaï : Tania

##### Années 2010
- 2010 : L'Autre Dumas de Safy Nebbou : Céleste Scriwaneck
- 2010 : Une vie de chat d'Alain Gagnol et Jean-Loup Felicioli : Jeanne
- 2015 : Fou d'amour de Philippe Ramos : Armance
- 2015 : Peur de rien de Danielle Arbid : Madame Gagnebin
- 2016 : Réparer les vivants de Katell Quillévéré : Lucie Moret
- 2017 : Patients de Mehdi Idir et Grand Corps Malade : Dr Challes

##### Années 2020
- 2021 : Guermantes de Christophe Honoré : Dominique
- 2021 : La Vraie Famille de Fabien Gorgeart : la juge
- 2022 : L'Origine du mal de Sébastien Marnier : Louise Dumontet
- 2024 : La Plus précieuse des marchandises de Michel Hazanavicius : la pauvre bûcheronne (voix)
- 2025 : Partir un jour d'Amélie Bonnin : Fanfan

#### Courts métrages
- 1985 : Casimole de force de Rémy Le Gall Boissière : La femme du bar
- 1986 : L'Iguane de Serge Meynard
- 1992 : L'Échange de Vincent Perez
- 1993 : Une femme en bataille de Camille Brottes : Colette Bonzo
- 1994 : Train de nuit de Michel Piccoli
- 1996 : Le Livre de minuit de Thierry Binisti : La mère

### Télévision

#### Séries télévisées
- 1985 : Néo Polar : Marie-Laure
- 1987 : Les Cinq Dernières Minutes : Madeleine
- 1988 : Sueurs froides : L'infirmière
- 1989 : Les Enquêtes du commissaire Maigret : Eva
- 2006 : Le Cri : Pierrette Guibert
- 2015 : Versailles : Anne d'Autriche
- 2021 : Une affaire française : Marguerite Duras
- 2022 : Syndrome E : Dr Elizabeth Moreau

#### Téléfilms
- 1981 : Peer Gynt de Bernard Sobel : Une jeune fille
- 1983 : Richelieu ou la Journée des dupes de Jean-Dominique de la Rochefoucauld : Madame de Comballet
- 1984 : Nuits secrètes (Lace) de William Hale : Teresa
- 1986 : L'Inconnue de Vienne de Bernard Stora : Martine
- 1991 : Largo desolato d'Agnieszka Holland : Lucy
- 1995 : L'Allée du roi de Nina Companéez : Françoise d'Aubigné / Madame de Maintenon
- 1996 : Faisons un rêve de Jean-Michel Ribes : Elle
- 2000 : Sur quel pied danser ? de Jacques Fansten : Jeanne
- 2001 : Un Pique-nique chez Osiris de Nina Companeez : Olympe de Cardeauville
- 2006 : Monsieur Max de Gabriel Aghion : Alice
- 2007 : Le Pendu de Claire Devers : Alma
- 2009 : Un homme d'honneur de Laurent Heynemann : Gilberte Bérégovoy
- 2011 : À la recherche du temps perdu de Nina Companeez : Mme Verdurin
- 2012 : Alexandra David-Néel - J'irai au pays des neiges de Joël Farges : Alexandra David-Néel
- 2012 : Un autre monde de Gabriel Aghion : Fanny

## Théâtre

### Hors Comédie-Française
- 1981 : Peer Gynt d'Henrik Ibsen, mise en scène Patrice Chéreau, TNP Villeurbanne, Théâtre de la Ville
- 1982 : Schliemann, épisodes ignorés de Bruno Bayen, Théâtre national de Chaillot
- 1983 : Les Paravents de Jean Genet, mise en scène Patrice Chéreau, Théâtre Nanterre-Amandiers : Djemila
- 1983 : L'Idiot de Dostoievsky, mise en scène Jean-Louis Thamin, Théâtre Nanterre-Amandiers
- 1983 : Tonio Kröger de Thomas Mann, mise en scène Pierre Romans, Théâtre Nanterre-Amandiers
- 1984 : Terre étrangère d'Arthur Schnitzler, mise en scène Luc Bondy, Théâtre Nanterre-Amandiers
- 1985 : La Culotte de Carl Sternheim, mise en scène Jacques Rosner, Grenier de Toulouse
- 1986 : La Culotte de Carl Sternheim, mise en scène Jacques Rosner, Théâtre de Grammont
- 1987 : Le Mariage de Figaro de Beaumarchais, mise en scène Jean-Pierre Vincent, Théâtre national de Chaillot
- 1988 : Le Misanthrope de Molière, mise en scène Antoine Vitez, Théâtre national de Chaillot
- 1988 : Anacaona de Jean Métellus, mise en scène Antoine Vitez, Théâtre national de Chaillot
- 1989 : Liebelei d’Arthur Schnitzler, mise en scène Gabriel Aghion, Comédie des Champs-Élysées
- 1993 : Woyzeck de Georg Büchner, mise en scène Jean-Pierre Vincent, Théâtre de Nimes, Théâtre du Rond-Point
- 1994 : Woyzeck de Georg Büchner, mise en scène Jean-Pierre Vincent, Théâtre de Nice
- 1996 : Poèmes et proses de René Char, lecture au Festival d'Avignon avec Michel Piccoli
- 1996 : Apothéose d'Arthur Schnitzler, lecture au Festival d'Avignon
- 1997 : Maison de poupée d'Henrik Ibsen, mise en scène Deborah Warner, Odéon-Théâtre de l'Europe, Théâtre national de Bretagne
- 2000 : Mickey La Torche de Natacha de Pontcharra, lecture au Festival d'Avignon
- 2002 : La Mouette de Tchekhov, mise en scène Philippe Calvario, Théâtre national de Bretagne, Théâtre des Célestins, Théâtre des Bouffes du Nord
- 2003 : Phèdre de Racine, mise en scène Patrice Chéreau, Odéon-Théâtre de l'Europe Ateliers Berthier
- 2008 : La Douleur de Marguerite Duras, mise en scène Patrice Chéreau, Théâtre de Saint-Quentin-en-Yvelines, Théâtre Nanterre-Amandiers, tournée
- 2009 : La Douleur de Marguerite Duras, mise en scène Patrice Chéreau, tournée, Comédie de Reims, TNBA, Théâtre de la Croix-Rousse, Théâtre de l'Atelier
- 2010 : La Douleur de Marguerite Duras, mise en scène Patrice Chéreau, Comédie de Saint-Étienne, Le Quartz, Le Grand T, tournée
- 2011 : La Douleur de Marguerite Duras, mise en scène Patrice Chéreau, Théâtre de l'Atelier
- 2012 : Perséphone de Stravinsky, mise en scène Peter Sellars, Teatro Real, Madrid
- 2013 : La Locandiera, comédie de Carlo Goldoni, mise en scène Marc Paquien, Théâtre des Sablons (Neuilly-sur-Seine), Théâtre des Célestins, Théâtre de l'Atelier
- 2015 : Les Liaisons dangereuses de Pierre Choderlos de Laclos, mise en scène Christine Letailleur, Théâtre national de Bretagne
- 2022 : La Douleur de Marguerite Duras, d'après la mise en scène de Patrice Chéreau et Thierry Thieû Niang, théâtre de l'Athénée

### Comédie-Française
Entrée à la Comédie-Française le 19 mars 2016.
- 2016 : Britannicus de Jean Racine, mise en scène Stéphane Braunschweig, Salle Richelieu : Agrippine
- 2016 - 2017 : Vania d'après Oncle Vania d'Anton Tchekhov, mise en scène Julie Deliquet, Théâtre du Vieux-Colombier : Maria
- 2016 - 2017 : Le Petit-Maître corrigé de Marivaux, mise en scène Clément Hervieu-Léger, Salle Richelieu : La Marquise[6]
- 2017 : La Règle du jeu d'après Jean Renoir, mise en scène Christiane Jatahy, Salle Richelieu : Invitée
- 2017 : Le Testament de Marie de Colm Tóibín, mise en scène Deborah Warner, (en coproduction) Théâtre de l'Odéon : Marie
- 2018 : Poussière de Lars Noren, mise en scène de l'auteur, Salle Richelieu
- 2018 : Britannicus de Jean Racine, mise en scène Stéphane Braunschweig, Salle Richelieu : Agrippine (reprise)
- 2019 : Fanny et Alexandre de Ingmar Bergman, mise en scène Julie Deliquet, Salle Richelieu, Helena Ekdhal
- 2020 : Angels in America de Tony Kushner, mise en scène Arnaud Desplechin, Salle Richelieu, Rabbin Isidor Chemelwitz, Henry, Hannah Pitt, Ethel Rosenberg, Alexis Antédiluvianovitch Prelapsarianov et l’Ange Asiatica
- 2020 : Le Côté de Guermantes de Marcel Proust, adaptation et mise en scène Christophe Honoré, théâtre Marigny
- 2021 : Les Démons de Fiodor Dostoïevski, mise en scène Guy Cassiers, Salle Richelieu
- 2022 : Le Tartuffe ou l'Hypocrite de Molière, mise en scène Ivo van Hove, Salle Richelieu
- 2024 : Contre de Constance Meyer, Agathe Peyrard et Sébastien Pouderoux, mise en scène Constance Meyer et Sébastien Pouderoux, Théâtre du Vieux-Colombier

## Publication
- Chantiers, je, Arles, France, Actes Sud, coll. « Papiers », 2023, 160 p.  (ISBN 978-2-330-18149-9)

## Distinctions

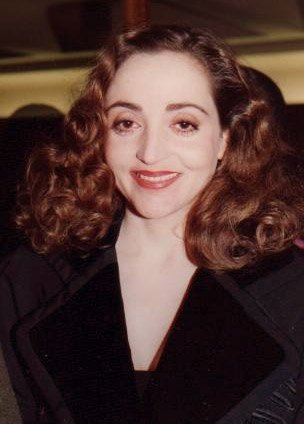
Dominique Blanc en 1993 lors de la des César.

### Récompenses

#### César du cinéma
| Année | Nomination                            | Film                                 | Obtention |
| ----- | ------------------------------------- | ------------------------------------ | --------- |
| 1987  | Meilleur espoir féminin               | La Femme de ma vie                   | Nommée    |
| 1990  | Meilleur espoir féminin               | Je suis le seigneur du château       | Nommée    |
| 1991  | Meilleure actrice dans un second rôle | Milou en mai                         | Remporté  |
| 1993  | Meilleure actrice dans un second rôle | Indochine                            | Remporté  |
| 1995  | Meilleure actrice dans un second rôle | La Reine Margot                      | Nommée    |
| 1999  | Meilleure actrice dans un second rôle | Ceux qui m'aiment prendront le train | Remporté  |
| 2001  | Meilleure actrice                     | Stand-by                             | Remporté  |
| 2003  | Meilleure actrice dans un second rôle | C'est le bouquet !                   | Nommée    |
| 2010  | Meilleure actrice                     | L'Autre                              | Nommée    |

#### Molières du théâtre
- Molières 1987 : nomination pour le Molière de la révélation théâtrale pour Le Mariage de Figaro
- Molières 1998 : Molière de la comédienne pour Une maison de poupée
- Molières 2003 : nomination pour le Molière de la comédienne pour Phèdre
- Molières 2010 : Molière de la comédienne pour La Douleur
- Molières 2016 : Molière de la comédienne dans un spectacle de théâtre public pour Les Liaisons dangereuses
- Molières 2020 : Molière de la comédienne dans un second rôle pour Angels in America
- Molières 2022 : nomination pour le Molière de la comédienne dans un second rôle pour Le Tartuffe ou l'Imposteur
- Molières 2025 : nomination pour le Molière de la comédienne dans un spectacle de théâtre public pour Contre

#### Mostra de Venise
- 2008 : Coupe Volpi pour la meilleure interprétation féminine pour L'Autre[7]

#### Prix du Syndicat de la critique
- 1997 : Prix de la meilleure comédienne du Syndicat de la critique[8] pourUne Maison de poupée d'Henrik Ibsen, Odéon-Théâtre de l'Europe
- 2003 : Prix de la meilleure comédienne du Syndicat de la critique[8] pour Phèdre au Théâtre de l'Odéon

#### Autres
- 1990 : Prix Arletty de l'interprétation théâtrale (remis par Micheline Presle au Bataclan)
- 1990 : Prix Suzanne-Bianchetti
- 2010 : nomination au Prix Lumières de la meilleure actrice pour L'Autre
- 2011 : Prix Plaisir du théâtre pour l'ensemble de sa carrière
- 2019 : Prix Coup de Cœur du  Festival 2 Cinéma 2  Valenciennes
- 2024 : Meilleure voix féminine dans un long métrage au festival Voix d'étoiles, à Port Leucate, pour son rôle de la bûcheronne dans La Plus Précieuse des marchandises de Michel Hazanavicius[9].

#### Jury de festival
- 1999 : Jurée au 52e Festival de Cannes
- 2001 :  Jurée au 51e Festival du film de Berlin
- 2005 : Jurée au Festival du cinéma américain de Deauville
- 2012 : Jurée au Festival du film asiatique de Deauville

### Décorations
- 2019 :  Commandeure de l'ordre national du Mérite [10]
- 2015 :  Commandeure de l'ordre des Arts et des Lettres
- 2014 :  Officière de la Légion d'honneur